# Lukáš Bajer
Lukáš Bajer (* 15. prosince 1984, Přerov) je český fotbalový záložník.

## Klubová kariéra
Svoji fotbalovou kariéru začal v SK Sigma Olomouc, odkud v roce 2004 přestoupil do FK Slovan Pardubice. Následně v roce 2005 zamířil do 1. SC Znojmo a v následujícím roce se stal hráčem klubu SK Hanácká Slavia Kroměříž. Poté hrál za Dostu Bystrc a v roce 2007 se vrátil do Olomouce. O rok později odešel na hostování do nizozemského Heracles Almelo. V zimním přestupovém období sezony 2011/12 přestoupil do Aktobe. V roce 2013 se vrátil do Česka, konkrétně do Viktorky Žižkov. Na podzim 2013 hrál za moldavský klub FC Milsami.